# Borgheški gladiator
Borgheški gladiator je helenistična marmorna skulptura v naravni velikosti, ki upodablja mečevalca, ustvarjena v Efezu približno 100 let pred našim štetjem in je zdaj na ogled v Louvru.

## Kipar
Skulpturo na podstavku podpisal Agasij, sin Dositeja, ki sicer ni znan. Ni povsem jasno, ali je Agasij, ki je omenjen kot Heraklidov oče, ista oseba. Agasij, Menofilov sin, je bil morda bratranec.

## Ponovno odkrieje
Našli so ga pred letom 1611, na današnjem ozemlju Anzija južno od Rima, med ruševinami obmorske Neronove palače na mestu antičnega Antiuma (sodobni Anzio in Nettuno )). Iz položaja postave je razvidno, da kip ne predstavlja gladiatorja, temveč bojevnika, ki se spopada z bojevnikom na konju. V dneh, ko so postale antične skulpture aktualne, ko so jih identificirali s posebnimi osebnostmi iz zgodovine ali literature, je Friedrich Thiersch domneval, da naj bi predstavljal Ahila, ki se bori z Amazonko na konju, Pentesilejo.
Skulptura je bila dodana zbirki Borghese v Rimu. V vili Borghese je stala v pritličju v sobi imenovani po njej, ki jo je v zgodnjih 1780-ih preuredil Antonio Asprucci. Camillo Borghese je bil prisiljen, da jo je leta 1807 prodal svojemu svaku Napoleonu Bonaparteju; odpeljali so jo v Pariz, ko je bila zbirka Borghese pridobljena za Louvre , kjer jo zdaj hranijo.
Gladiatorja so v 18. stoletju najbolj občudovali in kopirali, kiparjem pa je dal kanonske proporce. Bronast odlitek je bil izdelan za Karla I. (zdaj v Windsorju) in še en, delo Huberta Le Sueurja, je bil osrednji del parterja Isaaca de Causa v Wilton House ; to različico je 8. grof Pembroke dal siru Robertu Walpoleu in ostaja osrednja figura v dvorani Williama Kenta v dvorani Houghton Hall v Norfolku. Druge kopije so v hiši Petworth House in na Green Court v Knoleju. Prvotno je bila kopija na vrtu lorda Burlingtona v Chiswick House, kasneje pa preseljena na vrtove v Chatsworthu v Derbyshiru. V ZDA je bila kopija Gladiatorja v Montaltu  med opremo idealne galerije poučne umetnosti, ki si jo je za Monticello zamislil Thomas Jefferson.

## V slikarstvu
- Ko je Rubens videl skulpturo na italijanskih potovanjih, je v enem od prizorov svojega alegoričnega cikla slik za Luksemburško palačo za Marijo Medičejsko, je v enem od prizorov slike Zaključek miru v Angersu v isti pozi (gledano od zadaj) vključil lik Furija; slika Furija je spodaj desno.
- Lik v vodi (Brook Watson) v Watson in morski pes Johna Singletona Copleyja temelji na pozi kipa.
- Znan je bil, čeprav ne v francoski nacionalni zbirki, ko ga je Ménageot vključil v ozadje svoje slike Smrt Leonarda da Vincija v naročju Franca I. (1781); res ga je verjetno videl v vili Borghese med bivanjem na francoski akademiji v Rimu od 1769 do 1774. Vendar je bil v takem okolju anahronizem, saj je Leonardo umrl leta 1519, približno devetdeset let pred odkritjem kipa.
- Stališče in odnos bojevnikov v tipični sliki v plemenitem divjaškem idealu Sydneyja Parkinsona Two of the Natives of New Holland, Advancing to Combat temelji na Borgheškem gladiatorju.
- Kip brez glave na sliki Uničenje Thomasa Coleja iz leta 1836 (četrta slika v njegovi seriji The Course of Empire) temelji na borgheškem bojevniku.[8]